# Souleymane Diamoutene
Souleymane Diamoutene est un footballeur malien (né le 30 janvier 1983 à Sikasso au Mali), évoluant au poste de défenseur. Depuis décembre 2014 il a obtenu la nationalité italienne.

## Biographie
Souleymane Diamoutene est découvert au Mali par les recruteurs de l'Udinese Calcio, très portés vers le continent africain. Il s'entraîne quelques mois, entre 1999 et 2000, avec l'équipe jeune du club frioulan. En 2001, lors d'un match amical contre Pisa, il est repéré par l'entraîneur Francesco D'Arrigo qui le prend avec lui et le fait signer avec Lucchese en Serie C1. Il ne joue que peu lors de sa première saison (2 matchs) où son équipe, 3e au championnat régulier, se fait sortir en finale des play-off par l'US Triestina (0-2, 3-3). Le défenseur malien trouvera plus de temps de jeu la saison suivante (25 match) mais la saison du club, 14e, sera décevante. 
Il est toutefois engagé pour la saison 2003-04 par le Perugia avec qui il va découvrir la Serie A et les compétitions européennes, en l'occurrence la Coupe UEFA après avoir remporté la Coupe Intertoto. Diamoutene joue 24 matchs de championnat et marque son premier but professionnel en Coupe d'Italie. En Serie A, l'équipe termine 15e et joue donc un match de barrage contre l'équipe 6e en Serie B, l'AC Fiorentina. L'équipe perd sur l'ensemble des deux matchs et est reléguée en Serie B (0-1, 1-1).
Il signe alors à l'été 2004 à l'US Lecce en Serie A, sous les ordres de Zdeněk Zeman. Il devient un pilier de la défense centrale, jouant 33 matchs pour 1 but, son premier en championnat. L'équipe termine à une excellente 10e place. La saison 2005-06 est aussi réussie pour le malien qui joue 33 matchs, sans buts. L'équipe toutefois termine 19e et est rétrogradé. Malgré des offres qui lui auraient permis de rester dans l'élite, il décide de rester à l'US Lecce, même en Serie B. Il est un cadre de l'équipe qui termine 9e et marque 3 buts en 37 matchs. La montée ne viendra que la saison suivante, 2007-08, après une victoire en play-off contre l'UC Albinoleffe (1-0, 1-1). L'US Lecce finit le championnat avec la meilleure défense et Diamoutene fait partie de l'équipe-type de Serie B (33 matchs, 2 buts). 
Lors de la première partie de saison 2008-09, Diamoutene ne joue que 8 matchs et est alors prêté à l'AS Rome, confronté à de gros problèmes de défense, toujours en Serie A. Mais il n'est que peu utilisé dans la capitale, où il ne joue que 4 petits matchs. Cela lui permet toutefois de faire ses débuts dans la plus grande compétition européenne, la Ligue des champions.
Diamoutene est à nouveau prêté lors de la saison 2009-10, alors que l'US Lecce, rétrogradé, évolue en Serie B. Il est prêté avec option d'achat à l'AS Bari en Serie A. Toutefois, malgré les bons résultats du club promu, Diamoutene n'est que très peu utilisé et, à 3 matchs du terme du championnat, il n'a joué que 3 matchs. 
Le 20 janvier 2011 est prêté au Delfino Pescara 1936 en Serie B
Souleymane Diamoutene est par ailleurs souvent sélectionné en équipe nationale à partir de l'année 2003. Il participe avec l'équipe du Mali à la Coupe d'Afrique des nations 2004, 2008 et 2010. Il possède 46 sélections pour 2 buts en équipe nationale.

## Clubs
- 2001-2003 : AS Lucchese-Libertas ( Italie)
- 2003-2004 : Perugia ( Italie)
- 2004-jan. 2011 : US Lecce ( Italie)
  - fév. 2009-2009 : AS Rome ( Italie) (prêt)
  - 2009-2010 : AS Bari ( Italie) (prêt)
- depuis jan. 2011 : Pescara ( Italie)

## Palmarès
- 1 coupe Intertoto : 2003 Perugia